# Сериозен човек
„Сериозен човек“ (на английски: A Serious Man) е американско-британски трагикомичен филм от 2009 г. на братя Коен. Премиерата е на 12 септември 2009 г. на кинофестивала в Торонто, а в България филмът е показан в рамките на Sofia Independent Film Festival през 2010 г.

## Награди и номинации
| Категория                              | Номиниран(и)                         | Резултат               |
| Оскар (7 март 2010 г.)                 | Оскар (7 март 2010 г.)               | Оскар (7 март 2010 г.) |
| -------------------------------------- | ------------------------------------ | ---------------------- |
| Най-добър филм                         | Най-добър филм                       | номинация              |
| Най-добър оригинален сценарий          | братя Коен                           | номинация              |
| Награда на БАФТА (21 февруари 2010 г.) |                                      |                        |
| Най-добър оригинален сценарий          | братя Коен                           | номинация              |
| Златен глобус (17 януари 2010 г.)      |                                      |                        |
| Най-добър актьор в мюзикъл или комедия | Майкъл Стълбарг                      | номинация              |
| Сателит (20 декември 2009 г.)          |                                      |                        |
| Най-добър актьор в мюзикъл или комедия | Майкъл Стълбарг                      | награда                |
| Най-добър филм – мюзикъл или комедия   | Най-добър филм – мюзикъл или комедия | номинация              |
| Най-добър оригинален сценарий          | братя Коен                           | номинация              |
| Най-добра кинематография               | Роджър Дийкинс                       | номинация              |
| Емпайър (28 март 2010 г.)              |                                      |                        |
| Най-добра комедия                      | Най-добра комедия                    | номинация              |